# Walther Horn

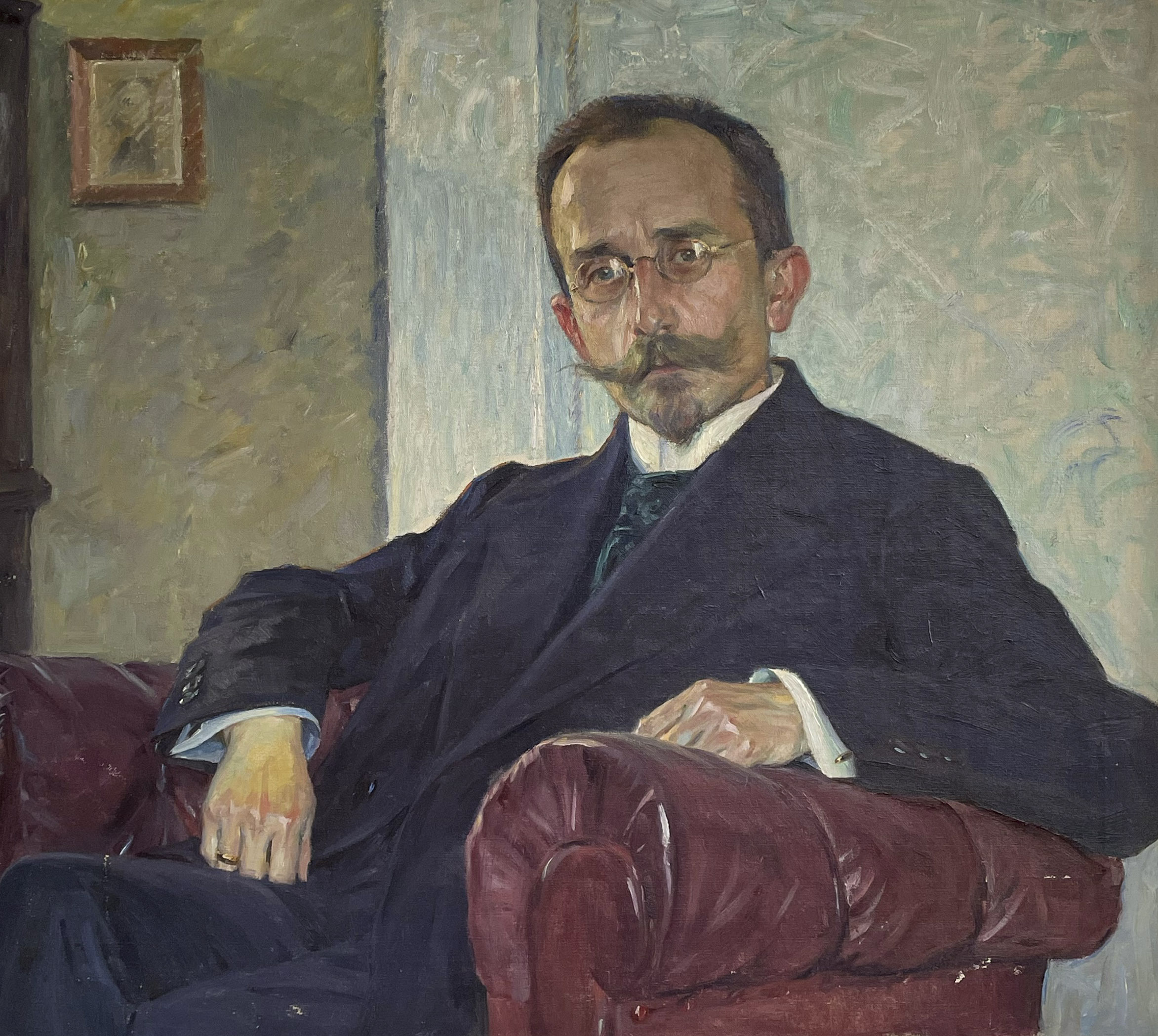
Walther Horn, Portraitgemälde von Ernst Bischoff-Culm, 1916

Walther Hermann Richard Horn (* 19. Oktober 1871 in Berlin; † 10. Juli 1939 ebenda) war ein deutscher Entomologe und Direktor des Deutschen Entomologischen Instituts in Berlin-Dahlem.

## Leben

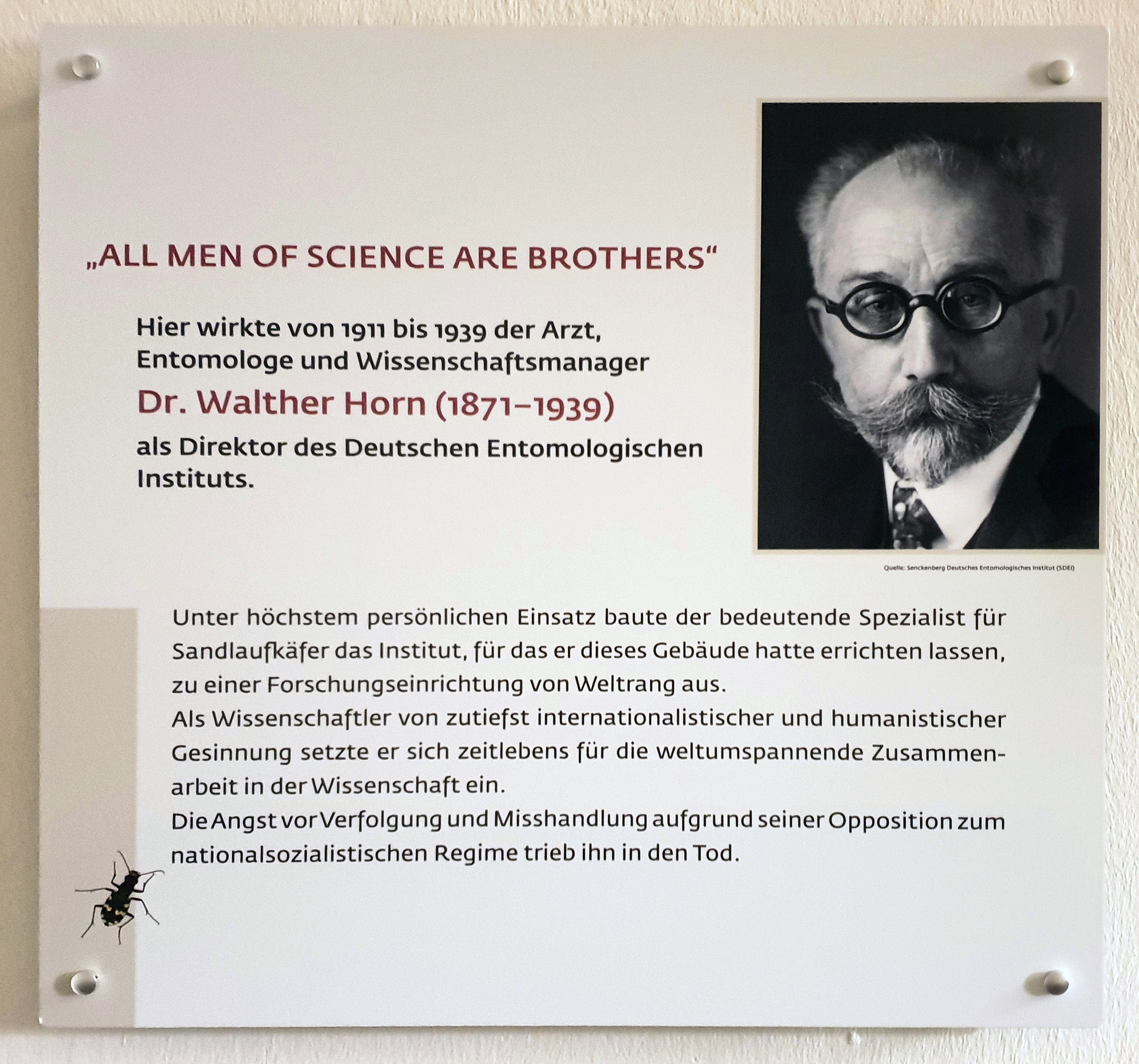
Gedenktafel in Berlin-Dahlem

Walther Horn war Sohn von Wilhelm Horn (1835–1911), der 1862 in Glashütte eine Uhren- und Telegraphenwerkstatt gegründet hatte, und dessen Ehefrau Elisabeth, geborene Rößner (1845–1931), deren Vater in Berlin Großuhrmacher war. Mit seiner Firma ging Wilhelm Horn 1870 nach Berlin. Hier besuchte Walther Horn das Luisenstädtische Gymnasium und bestand 1889 die Reifeprüfung. Dem Wunsch seines Vaters folgend und da die Zoologie als Beruf damals noch nicht üblich war, nahm Walther Horn in Berlin ein Medizinstudium auf. Mit dem Thema „Laparotomie bei Verwachsung des Netzes“ promovierte er 1893 zum Doktor der Medizin und legte 1895 zur Erlangung der Approbation das medizinische Staatsexamen ab. Als Arzt war er aber nur während des Ersten Weltkrieges an der Ostfront tätig. Walther Horn war mit Agnes von Ditfurth, der Tochter eines Oberstaatsanwalts, verheiratet. Aus der Ehe gingen die beiden Kinder Ruth und Wolf hervor.

## Wissenschaftlicher Werdegang
Horn zählt zu den markantesten Persönlichkeiten der Entomologie seiner Zeit. Sein Einfluss, den er als Organisator, Museologe und Wissenschaftler auf ihre Entwicklung in Deutschland und darüber hinaus ausübte, war bedeutend. Neben seinen Forschungen auf dem Gebiet der Sandlaufkäfer (Cicindelidae) erwarb er sich bleibende Verdienste um die gesamte Entomologie. Einen Großteil seines Berufslebens widmete Horn der Leitung und dem Ausbau des Deutschen Entomologischen Instituts (DEI), das heute als Senckenberg Deutsches Entomologisches Institut (SDEI) in Müncheberg/Brandenburg fortbesteht. Insgesamt verfasste Horn 390 wissenschaftliche Arbeiten. Er beschrieb etwa 960 neue Taxa der Sandlaufkäfer.

### Taxonomische Arbeiten über Sandlaufkäfer

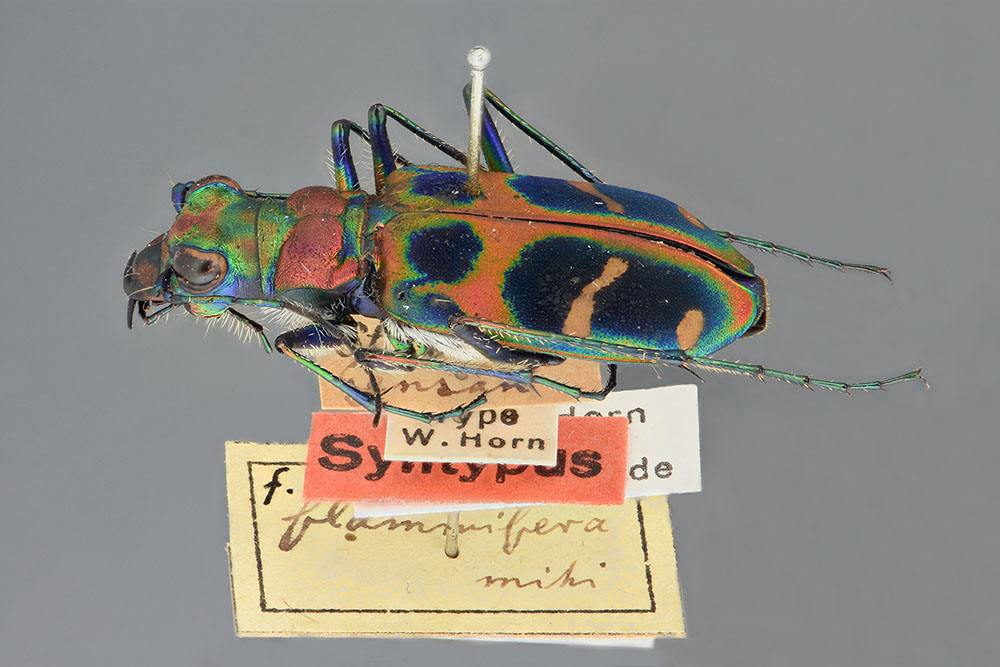
Syntypus des Sandlaufkäfers Cicindela (Sophiodela) chinensis flammifera Horn, 1920, aus der Sammlung des SDEI

Schon im Alter von acht Jahren besaß Walther Horn eine Insektensammlung und legte sich eine entomologische Bibliothek an. Von besonderer Bedeutung für sein Leben wurde 1889 die Bekanntschaft mit Gustav Kraatz, der 1886 das Deutsche Entomologische National-Museum als private Stiftung in Berlin gegründet hatte. Horn wurde schnell zu einem ausgezeichneten Spezialisten der Sandlaufkäfer. Seine erste Publikation mit Hans Roeschke als Koautor, die „Monographie der paläarktischen Cicindelen“, erschien bereits 1891. Horn baute für Sandlaufkäfer eine umfangreiche Forschungssammlung auf, die noch heute zu den bedeutendsten für diese Käfergruppe zählt, und die am SDEI kuratiert wird. Hierzu dienten auch seine Sammelreisen nach Nordafrika, Ceylon, Indien, Süd-, Mittel- und Nordamerika (1896–1902). Über die biologischen Beobachtungen und die Insektenausbeuten hinaus erwiesen sich die zahlreichen, während seiner Reisen aufgebauten Verbindungen zu international bekannten Entomologen auch wissenschaftlich als äußerst wertvoll.

### Bibliographische Arbeiten
Horn initiierte mehrere, noch heute verwendete Bibliografien und museale Zusammenstellungen. Ein biographischer Katalog der Entomologen der Welt, der Verbleib der entomologischen Sammlungen und der „Index Litteraturae Entomologicae“, die um 1910 zunächst alle als Kartotheken angelegt worden sind, wurden später kontinuierlich in den Werken „Über entomologische Sammlungen, Entomologen und Entomo-Museologie“, dem „Index Litteraturae Entomologicae Serie II“ und den „Collectiones entomologicae“ veröffentlicht und fortgesetzt. Sie bilden heute die Basis der mittels Datenbanken erschlossenen Fachinformationen des SDEI im Internet und werden ständig aktualisiert. Jüngste Arbeit, die auf den Arbeiten Horns fußt, ist der „Index Novus Litteraturae Entomologicae“, eine vollständig überarbeitete und als Datenbank angelegte Bibliographie der entomologischen Literatur vom Beginn bis 1863.

### Wissenschaftlicher Organisator und Institutsdirektor
Horn war von einer zutiefst internationalistischen Gesinnung geprägt und unterhielt Kontakte mit praktisch allen führenden Entomologen der Welt. Bereits vor dem Ersten Weltkrieg hatte er sich für das Zustandekommen der Internationalen Entomologen-Kongresse eingesetzt, die auch heute noch in vierjährigem Abstand an verschiedenen Orten in der Welt durchgeführt werden. Von 1910 bis 1938 war Horn das einzige deutsche Mitglied in dessen Exekutiv-Komitee. Auf dem 7. Internationalen Kongress für Entomologie in Berlin wurde er 1938 zum Ehrenmitglied dieser Kongresse ernannt. Darüber hinaus war er weltweit auch Ehrenmitglied in zahlreichen nationalen zoologischen und entomologischen Gesellschaften. Als mit dem Beginn des Ersten Weltkrieges sämtliche internationalen Beziehungen zum Erliegen kamen, trat er mutig für deren Wiederbelebung ein und ließ sich politisch nicht vereinnahmen. Demonstrativ druckte Horn die Losung „All men of science are brothers“ auf seine Briefköpfe und die Titelblätter seiner Zeitschriften, was ihm insbesondere im Ausland größten Respekt einbrachte-
Als ständiger Sekretär organisierte und leitete Horn von 1926 bis 1936 die „Wanderversammlungen Deutscher Entomologen“ (z. B.), die vor allem den Zweck hatten, „das Standesgefühl und das Gefühl der Zusammengehörigkeit theoretischer und angewandter Entomologie zu erwecken und zu vertiefen und die Anknüpfung persönlicher Beziehungen der auf gegenseitige Hilfe angewiesenen Fachgenossen zu fördern“.

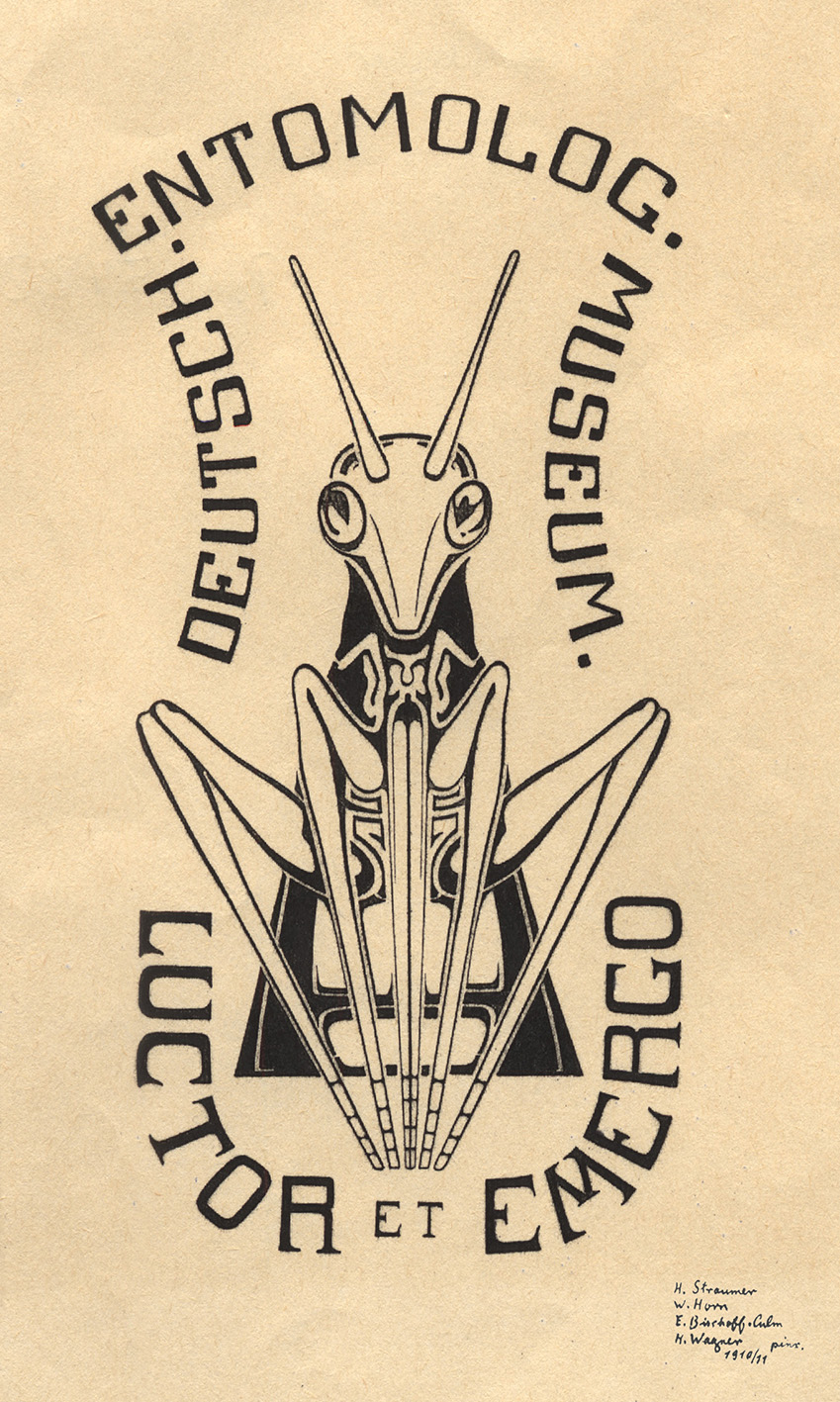
Signet des Deutschen Entomologischen Museums, Vorläufer des DEI

Die „theoretische“ oder auch „systematische“ Entomologie als gleichberechtigten und unverzichtbaren Zweig gegenüber der angewandten Entomologie in der Wissenschaft zu etablieren, verfolgte Horn auch als Direktor des DEI. Ab 1909 entwickelte er als Nachfolger von Gustav Kraatz das 1920 in Deutsches Entomologisches Institut umbenannte Entomologische Nationalmuseum bzw. Entomologische Museum zu einer Einrichtung von internationalem Ruf mit Verbindungen zu entsprechenden Einrichtungen auf der ganzen Welt. Horn ordnete Sammlungs- und Bibliotheksbestände und schuf mit Kartotheken Benutzungswerkzeuge, die in dieser Form in entomologischen Forschungseinrichtungen bis dahin weltweit einmalig und beispielhaft waren. Er gründete mehrere entomologische Fachzeitschriften, die zeitweilig von ihm privat finanziert wurden. Neben der Publikation von Forschungsergebnissen hatten die Zeitschriften besondere Bedeutung als Basis für den internationalen Schriftentausch, mit dem der weitere Ausbau der Institutsbibliothek vergleichsweise kostengünstig gestaltet werden konnte. Aufgrund dieser vorausschauenden Beschaffungsstrategie, die bis heute betrieben wird, entwickelte sich die Bibliothek des (S)DEI zur bedeutendsten entomologischen Fachbibliothek der Europäischen Union.

### Neubau des Institutsgebäudes

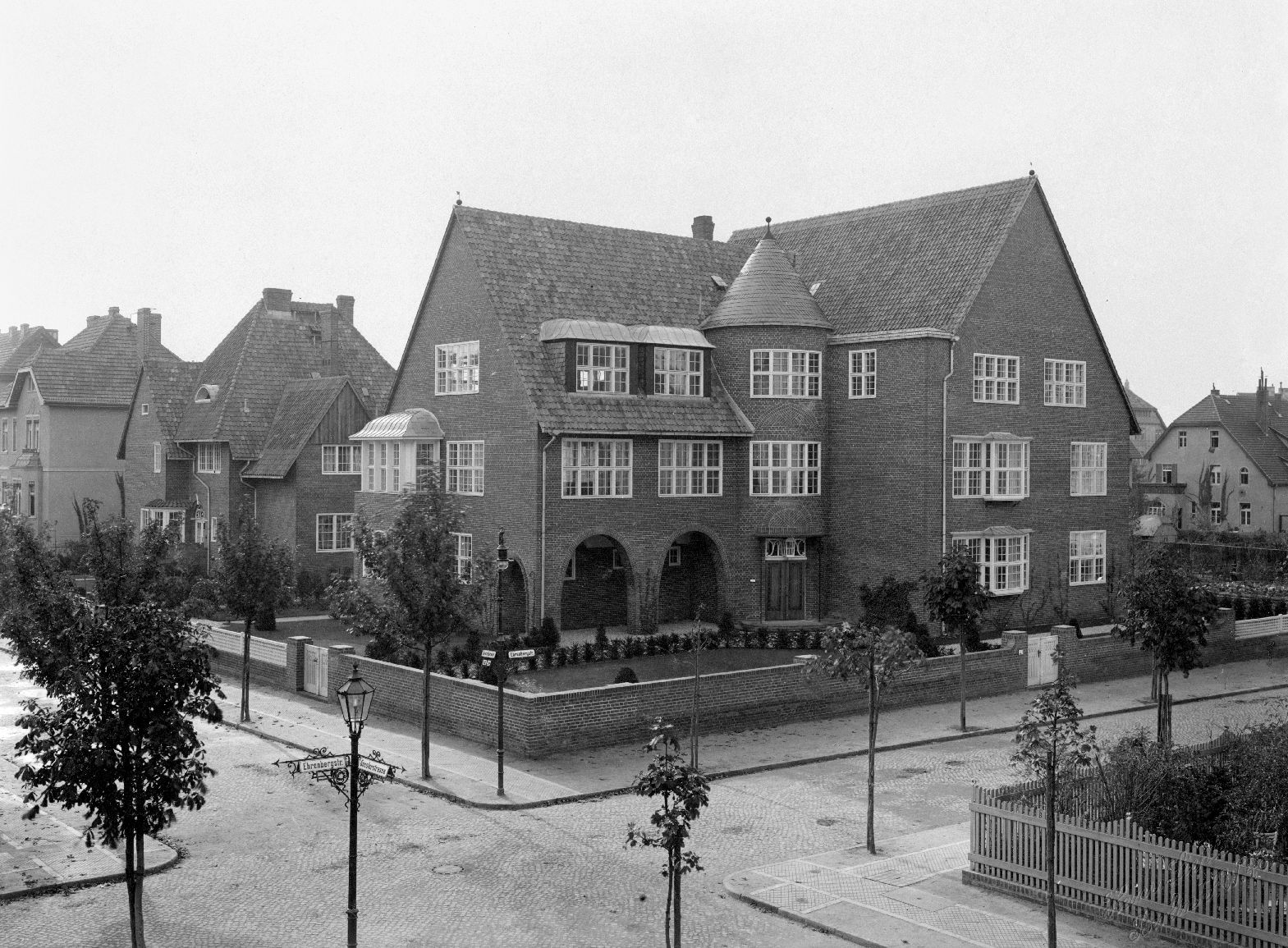
Gebäude des DEI in Berlin-Dahlem kurz nach seiner Fertigstellung um 1912

Das äußerlich sichtbarste Zeichen seines Wirkens gleich zu Beginn seiner Amtszeit als Institutsdirektor zeigte sich durch den Neubau eines auf die Belange des Instituts maßgeschneiderten Gebäudes in Berlin-Dahlem. Erstmalig in der Geschichte des Museums fanden die Insektensammlung und die entomologische Fachbibliothek hier eine adäquate Unterbringung. Für den Bau des Gebäudes in der Gosslerstraße Berlin Ecke Ehrenbergstraße hatte Horn den bedeutenden Berliner Architekten Heinrich Straumer (1876–1937) gewonnen. In diesem Gebäude war das DEI von seiner Fertigstellung im Jahre 1911 bis zur kriegsbedingten Evakuierung 1943 untergebracht. Heute befindet sich in dem denkmalgeschützten Bau das International House der Freien Universität Berlin.

### Institutsleitung und internationales Wirken in schwierigen Zeiten
Mit dem Ersten Weltkrieg, der Inflation und der Weltwirtschaftskrise fielen in Horns Amtszeit gleich drei soziale und ökonomische Katastrophen. Trotzdem gelang es ihm, das ursprünglich als private Stiftung finanziell vollkommen autarke Museum in die Trägerschaft der öffentlichen Hand zu überführen, nachdem das umfangreiche Stiftungskapital von Gustav Kraatz der Geldentwertung weitgehend zum Opfer gefallen war. Durch eine veränderte Ziel- und Aufgabenstellung profilierte Horn das Museum zu einem internationalen Forschungsinstitut, das sich durch Fachauskünfte und Vermittlungsdienste zunehmend in den Dienst auch der angewandten Entomologie stellte. Im Jahr 1922 erreichte er, dass das Institut in die Kaiser-Wilhelm-Gesellschaft zur Förderung der Wissenschaften aufgenommen wurde. In besonders schwierigen Phasen hatte Horn den Institutsbetrieb zeitweilig allein mit nur noch einer bibliothekarischen Mitarbeiterin aufrechterhalten können.
Aufgrund seiner internationalistischen Gesinnung war Horns Verhältnis zum Nationalsozialismus entsprechend konfliktreich. Er war sich bewusst, dass Nationalismus und Internationalismus naturgemäß im Widerspruch zueinander stehen. Er sah voraus, dass mit Hitlers Machtergreifung der Internationalismus der deutschen Wissenschaft ein Ende finden würde.

## Tod
Als entschiedener Gegner des Hitler-Regimes beging Horn aus Angst, in einem Konzentrationslager interniert und misshandelt zu werden, am 10. Juli 1939 Suizid. Das bezeugte später der bekannte deutsch-britische Entomologe Karl Jordan, den mit Horn nicht nur ein intensiver fachlicher Austausch, sondern auch eine tiefe Freundschaft verbunden hatte.

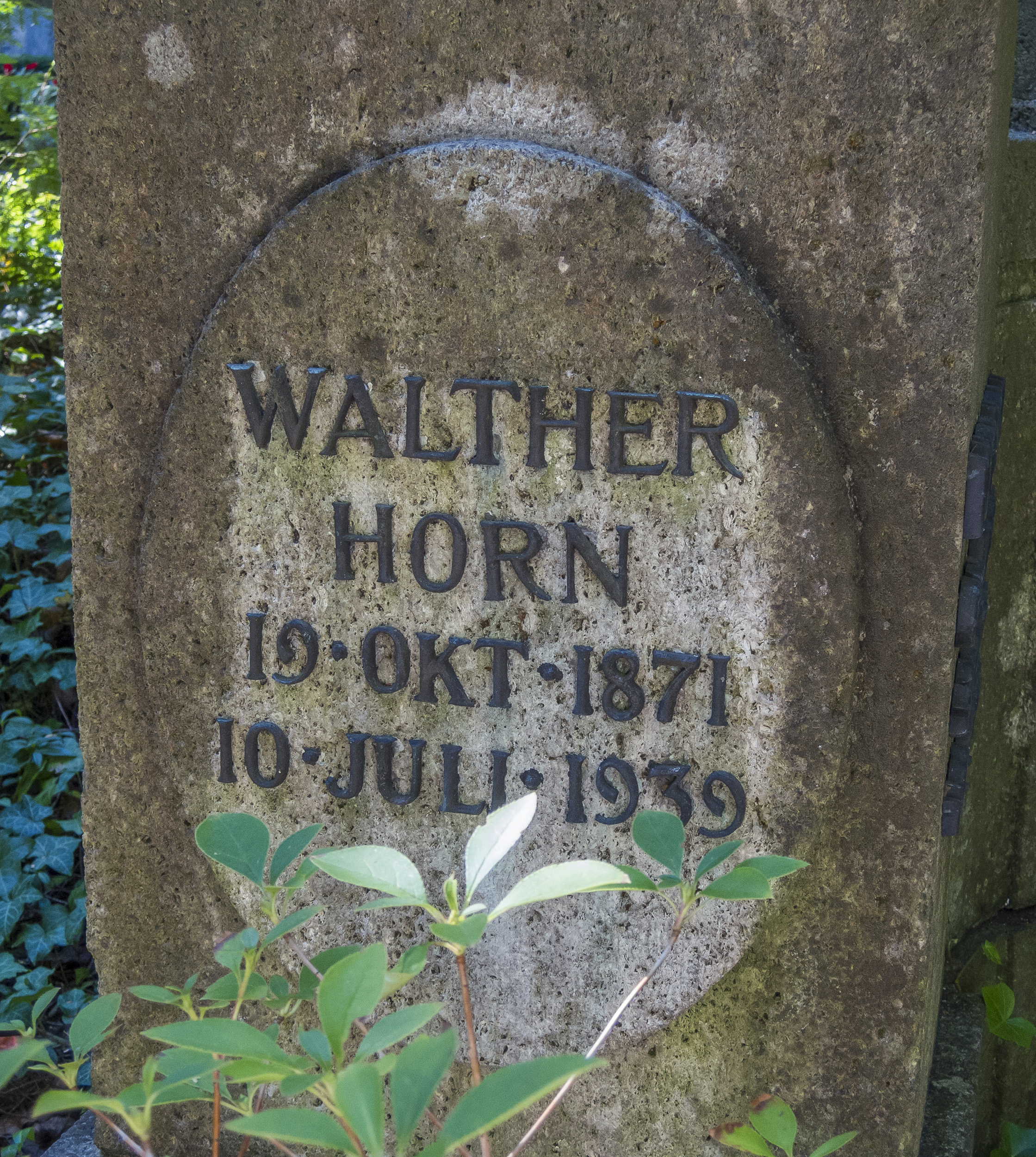
Grabmal von W. Horn auf dem Parkfriedhof Berlin-Lichterfelde

Horns Grabstätte befindet sich auf dem Parkfriedhof Berlin-Lichterfelde. Sie wird vom Förderverein des Deutschen Entomologischen Instituts e. V. betreut, der 2018 das auslaufende Nutzungsrecht anlässlich des 80. Todestages von Walther Horn übernahm.

## Ehrung
Am 25. April 2024 wurde im ehemaligen Deutschen Entomologisches Institut, Berlin-Dahlem, Ehrenbergstraße 26, eine Gedenktafel enthüllt.

## Werke (Auswahl)
Eine komplette Publikationsliste für Walther Horn veröffentlichte Sachtleben (1939).
- 1891, zusammen mit Hans Roeschke: Monographie der paläarktischen Cicindelen: analytisch bearbeitet mit besonderer Berücksichtigung der Variationsfähigkeit und geographischen Verbreitung. Selbstverlag, Berlin. doi:10.5962/bhl.title.9205
- 1908. Coleoptera Adephaga. Fam. Carabidae Subfam. Cicindelinae. In: Philogène Auguste Galilée Wytsman (ed.), Genera Insectorum. Fascicule 82A. P. Wytsman, Brussels. Seiten 1–104, Tafeln 1–5.
- 1910. Coleoptera Adephaga. Fam. Carabidae Subfam. Cicindelinae. In: P Wytsman (ed.), Genera Insectorum. Fascicule 82B. P. Wytsman, Brussels. Seiten 105–208, Tafeln 6–15.
- 1915. Coleoptera Adephaga. Fam. Carabidae Subfam. Cicindelinae. In: P Wytsman (ed.), Genera Insectorum. Fascicule 82C. P. Wytsman, Brussels. Seiten 209–486, Tafeln 16–23.
- 1926. Pars 86. Carabidae: Cicindelinae. In: Sigmund Schenkling (ed.), Coleopterorum Catalogus. W. Junk, Berlin. 345 Seiten.
- 1928–1929, zusammen mit Sigmund Schenkling: Index Litteraturae Entomologicae. Berlin-Dahlem.